# 渺
渺（びょう）は、10-11（1000億分の1）であることを示す漢字文化圏における数の単位である。埃の1/10、漠の10倍に当たる。国際単位系では0.01ナノまたは10ピコに相当する。
謝察微『算経』や程大位『算法統宗』では「塵」までを大きな字で示し、「埃」以下は小さく記すのみである。現実には使われない。謝察微『算経』では「渺」までが載っている。『塵劫記』には見えない。
なお、渺という字は、「水面などが限りなく広がり、遥かに霞んでいる」という意味を持つ。